# Parti de la raison
Le Parti de la raison (Partei der Vernunft (pdv) en allemand) est un parti libertarien allemand fondé en 2009, notamment par Oliver Janich. Le pdv adhère essentiellement à l'École autrichienne d'économie et préfère un État en bas réduit qui est affecté par la décentralisation et le principe de subsidiarité.

## Résultats électoraux et sièges
Le PDV a participé pour la première fois aux élections communales en Basse-Saxe en 2011, où il a obtenu un siège au parlement du Flecken de Harsefeld, deux sièges au parlement de la Samtgemeinde Harsefeld (voir aussi: Samtgemeinde) et un siège au parlement du Bremervörde,,.

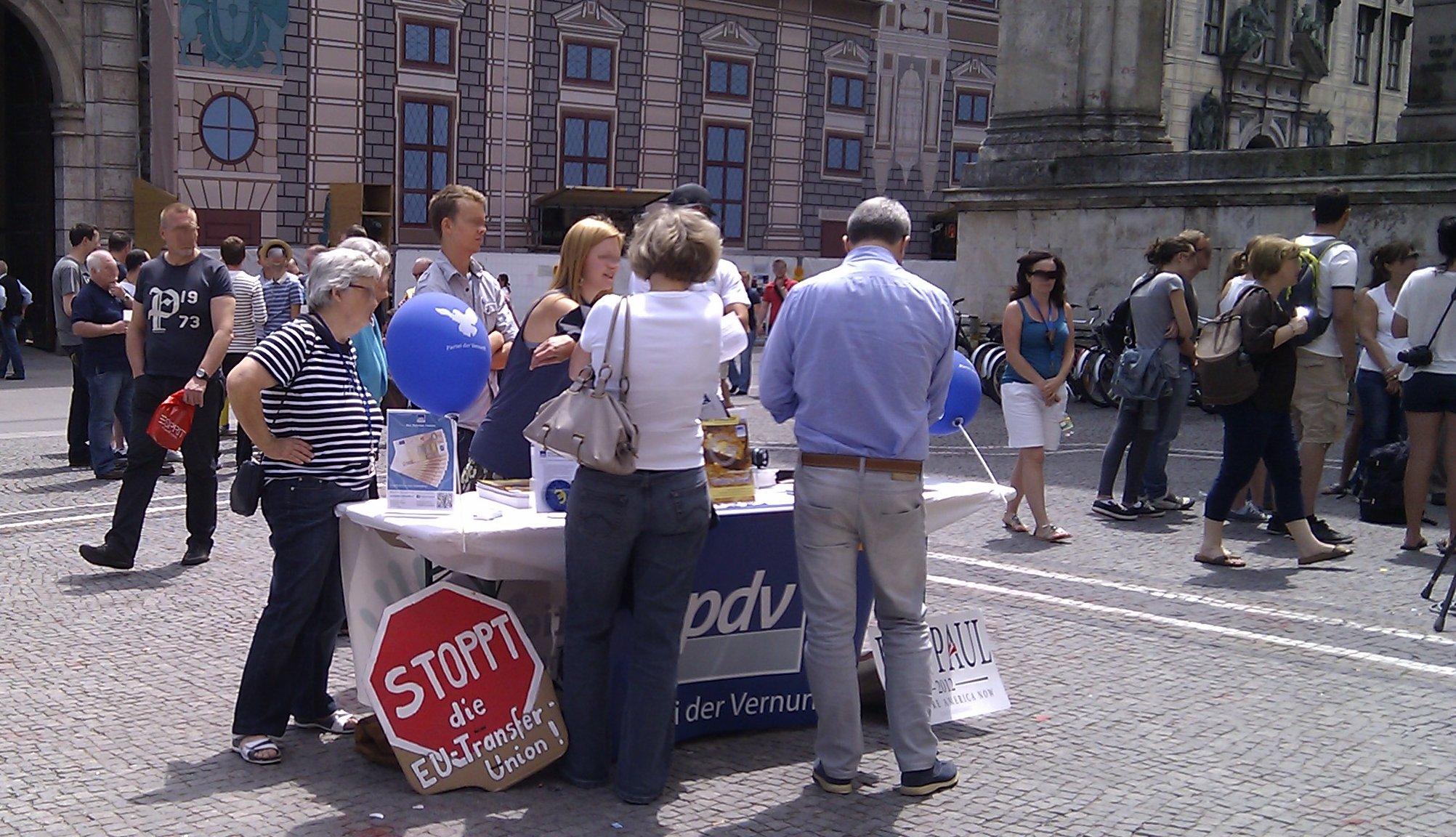
Un stand d'information du parti de la raison en 2012.

En 2012 le parti a participé pour la première fois à des élections législatives régionales en Rhénanie-du-Nord-Westphalie, mais n'a remporté aucun siège au Landtag,.
Toujours en 2012, Harald Ebert, membre du conseil communal d'Erding et ex-membre du Parti libéral-démocrate (FDP), s'est inscrit au PDV,,,.